# Ulrich Pfisterer (Kunsthistoriker)

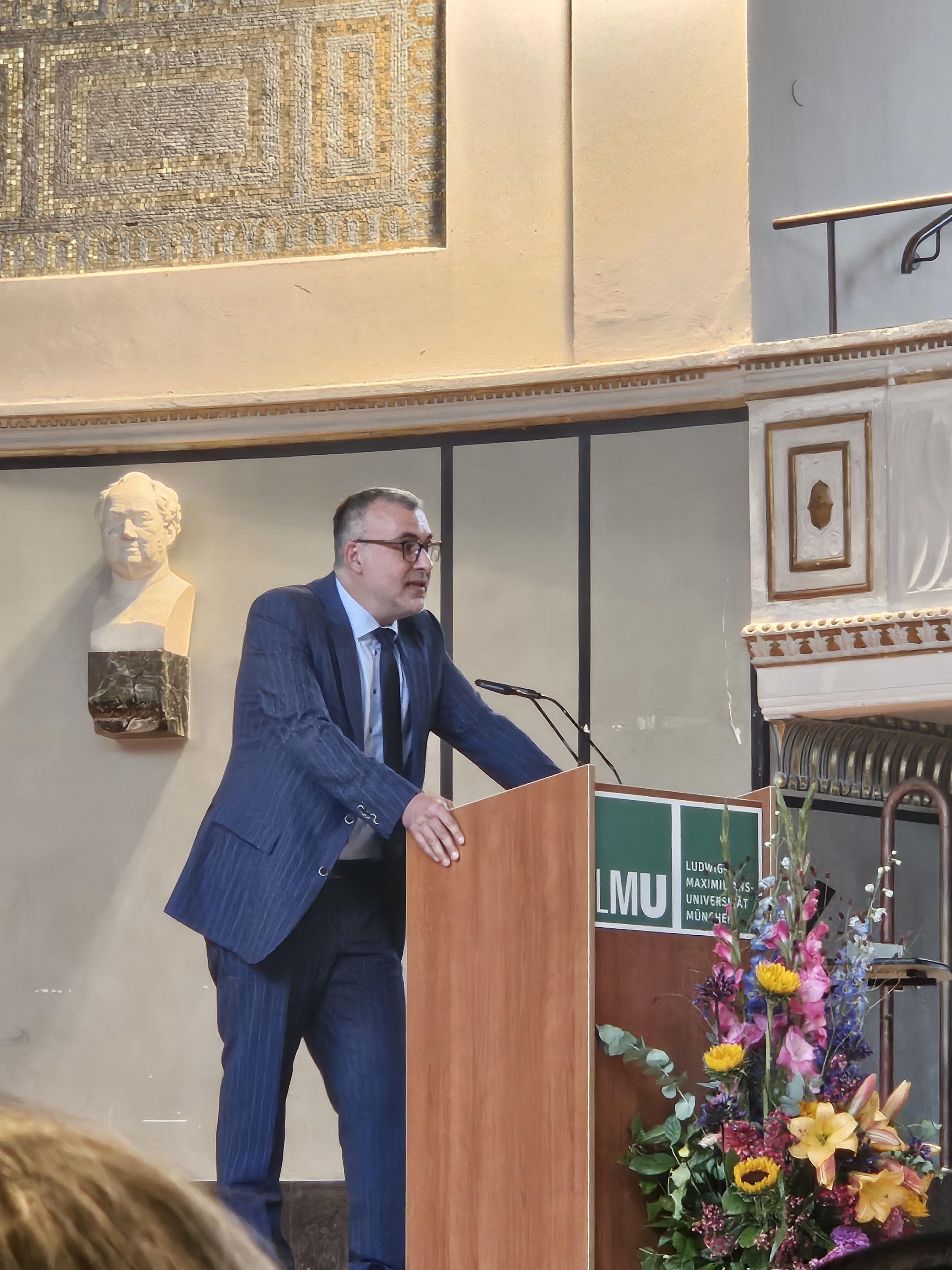

Ulrich Pfisterer (* 30. Dezember 1968 in Kirchheim unter Teck) ist ein deutscher Kunsthistoriker mit Schwerpunkt im Bereich der Kunst Italiens. Er ist Professor der allgemeinen Kunstgeschichte unter besonderer Berücksichtigung der Kunst Italiens an der Ludwig-Maximilians-Universität München und Direktor am Zentralinstitut für Kunstgeschichte.

## Leben
Ulrich Pfisterer studierte als Stipendiat der Studienstiftung des deutschen Volkes Kunstgeschichte, Klassische Archäologie und Philosophie an der Albert-Ludwigs-Universität Freiburg und der Universität München. Er wurde 1997 an der Universität Göttingen mit einer Arbeit zu „Donatello und die Entdeckung der Stile, 1430–1445“ promoviert und war danach Postdoktorand am Kunsthistorischen Institut in Florenz mit Lehraufträgen an der Universität Göttingen. Von 1999 bis 2002 war er Assistent, von 2002 bis 2006 Juniorprofessor am Kunstgeschichtlichen Seminar der Universität Hamburg. 2006 habilitierte er sich dort mit der Schrift „Lysippus und seine Freunde. Liebesgaben und Gedächtnis im Rom der Renaissance – oder: Das erste Jahrhundert der Medaille“.
Ulrich Pfisterer war Stipendiat  an der Bibliotheca Hertziana in Rom, am Kunsthistorischen Institut in Florenz, an der Herzog August Bibliothek in Wolfenbüttel, am The Getty Research Institute in Los Angeles und am Center for Advanced Study in the Visual Arts CASVA/The National Gallery of Art in Washington, D.C. Er war Directeur d’études invité an der École pratique des hautes études/Université Paris-Sorbonne und Fellow der Kolleg-Forschergruppe „BildEvidenz. Geschichte und Ästhetik“ der Freien Universität Berlin.
Seit Oktober 2006 ist er Professor der allgemeinen Kunstgeschichte am Institut für Kunstgeschichte der Ludwig-Maximilians-Universität München (Lehrstuhlinhaber seit 2008), seit Juni 2015 Direktor des Zentralinstituts für Kunstgeschichte (2015–2017 gemeinsam mit Wolf Tegethoff).

## Mitgliedschaften
- 2012–2017 Mitglied im Senatsausschuss für die Graduiertenkollegs der Deutschen Forschungsgemeinschaft (DFG)[5]
- Seit 2014 Mitglied der Academia Europaea[6]
- Seit 2017 Mitglied der Bayerischen Akademie der Wissenschaften[7]

## Projekte
- ANTIQUITATUM THESAURUS. Antiken in den europäischen Bildquellen des 17. und 18. Jahrhunderts
- MunichArtToGo – Die „Kunststadt München“ von 1800 bis heute
- Episteme der Linien. Theorien und Praktiken von Zeichnen und Zeichnung | 1400-2000
- MAIA | Munich. Artefacts, Images, Architecture. Research and Resources
- “I desire nothing but ancient things” – Paul Petau (1568–1614): ancient culture, national identity and religious devotion

## Schriften
Monographien
- Monument und Misserfolg. Leone Leoni idealisiert Karl V., Wallstein, Göttingen 2024 (Figurationen des Heroischen, Band 10).

- Mandragora – Pflanzen als Künstler. Eine Naturgeschichte des Bilder-Machens in der Frühen Neuzeit, arthistoricum.net-ART-Books, Heidelberg 2024 (HYBRIDS, Band 1).
- Éros et les Muses. Mythes de la production artistiques à la Renaissance, Campisano Editore, Rom/Paris 2023.
- »Rom, wie es war und wie es ist«. Die Erfindung der Vorher-Nachher-Illustration in der Frühen Neuzeit, arthistoricum.net-ART-Books, Heidelberg 2023 (FONTES, Band 96).
- »Wie man Skulpturen aufnehmen soll«. Der Beitrag der Antiquare im 16. und 17. Jahrhundert. arthistoricum.net-ART-Books, Heidelberg 2022 (FONTES, Band 93).
- Kunstgeschichte zur Einführung. Junius, Hamburg 2020.
- Raffael: Glaube, Liebe, Ruhm. Beck, München 2019.
- Sistine Chapel – Paradise in Rome, übersetzt von David Dollenmayer. Getty Publications, Los Angeles 2018 (engl. Übers. von Ulrich Pfisterer, Die Sixtinische Kapelle, München: Beck 2013).
- L‘artista procreatore. L‘amore e le arti nella prima età moderna. Campisano, Rom  2018 (überarb. ital. Übers. von Ulrich Pfisterer: Kunst-Geburten. Kreativität, Erotik, Körper, Berlin: Wagenbach 2014).
- Kunst-Geburten. Kreativität, Erotik, Körper. Wagenbach, Berlin 2014.
- La Cappella Sistina. Campisano editore, Rom 2014 (erweiterte italienische Ausgabe mit einem Anhang zum literarischen Ruhm der Sixtinischen Kapelle).
- Die Sixtinische Kapelle. Beck, München 2013.
- Pierre II Woeiriot de Bouzey, Antiquarum statuarum Vrbis Romae liber primus (um 1575). Manutius, Heidelberg 2012.
- Lysippus und seine Freunde. Liebesgaben und Gedächtnis im Rom der Renaissance oder: Das erste Jahrhundert der Medaille. Akademie, Berlin 2008 (Habilitationsschrift).
- Donatello und die Entdeckung der Stile, 1430–1445 (Studien der Bibliotheca Hertziana, 17). Hirmer, München 2002 (Dissertation).
- Die Kunstliteratur der italienischen Renaissance: Eine Geschichte in Quellen. Reclam, Stuttgart 2002.
- mit Anna S. Rühl: Renaissance. Das 16. Jahrhundert (Galerie der großen Meister). DuMont, Köln 2000.

Herausgeberschaft
- mit Wolfgang Augustyn und Iris Lauterbach: ZI 75 – Das Zentralinstitut für Kunstgeschichte in München: zum 75-jährigen Bestehen. Sieveking-Verlag, München 2022.
- mit Franz Hefele: Willibald Sauerländer und die Kunstgeschichte. Dietmar Klinger Verlag, Passau 2022.
- mit Annalena Brandt, Franz Hefele und Hanna Lehner: Pantheon und Boulevard: Künstler in Porträtserien des 19. Jahrhunderts. Dietmar Klinger Verlag, Passau 2021.
- mit Matthias Krüger und Léa Kuhn: Pro domo: Kunstgeschichte in eigener Sache. Brill Fink, Paderborn 2021.
- mit Cristina Ruggero: Phönix aus der Asche: Bildwerdung der Antike – Druckgrafiken bis 1869. Michael Imhof Verlag, Petersberg 2019.
- mit Annalena Döring und Franz Hefele: Platz da im Pantheon! Künstler in gedruckten Porträtserien bis 1800. Dietmar Klinger Verlag, Passau 2018.
- mit Christine Tauber: Einfluss, Strömung, Quelle. Aquatische Metaphern der Kunstgeschichte. Transcript, Bielefeld, 2018.
- mit Martin Hirsch: Die andere Seiten. Funktionen und Wissensformen der frühen Medaille. Numismatische Zeitschrift 122/123, 2017.
- Figurationen des Übergangs. Die Große Kette der Wesen in der Renaissance, Wolfenbütteler Renaissance-Mitteilungen 37, 2016.
- Fritz Burger (1877–1916) – ‚eine neue Kunstgeschichte‘. Dietmar Klinger Verlag, Passau 2016.
- mit Matteo Burioni und Burcu Dogramaci: Kunstgeschichten 1915. 100 Jahre Heinrich Wölfflin: Kunstgeschichtliche Grundbegriffe. Dietmar Klinger Verlag, Passau 2015.
- mit Hans-Christian Hoenes: Aby Warburg – Fragmente zur Ausdruckskunde (Gesammelte Schriften – Studienausgabe, Bd. IV). De Gruyter, Berlin 2015.
- mit Maria Heilmann, Nino Nanobashvili, Tobias Teutenberg: Lernt Zeichnen! Techniken zwischen Kunst und Wissenschaft | 1525–1925, Ausst.-Kat. Zentralinstitut für Kunstgeschichte München, Universitätsbibliothek Heidelberg. Dietmar Klinger Verlag, Passau 2015.
- mit Maria Heilmann, Nino Nanobashvili, Tobias Teutenberg: Punkt, Punkt, Komma, Strich. Zeichenbücher in Europa ca. 1525–1925, Ausst.-Kat. Zentralinstitut für Kunstgeschichte München, Universitätsbibliothek Heidelberg. Dietmar Klinger Verlag,  Passau 2014.
- mit Walter Cupperi, Martin Hirsch und Anette Kranz: Wettstreit in Erz. Porträtmedaillen der deutschen Renaissance, Ausst.-Kat. Staatliche Münzsammlung München, Münzkabinett des Kunsthistorischen Museums Wien, Münzkabinett der Staatlichen Kunstsammlungen Dresden. Deutscher Kunstverlag, Berlin 2013.
- mit Matthias Krüger und Christine Ott: Die Biologie der Kreativität. Ein meta-ästhetisches Denkmodell in der Moderne. Diaphanes, Zürich/Berlin 2013.
- Giorgio Vasari: Das Leben des Donatello und Michelozzo. Wagenbach, Berlin 2013.
- mit Maria Effinger und Cornelia Logemann: Götterbilder und Götzendiener in der Frühen Neuzeit. Europas Blick auf fremde Religionen, Ausst.-Kat. Heidelberg. Winter, Heidelberg 2012.
- mit Gabriele Wimböck: Novità: Neuheitskonzepte in den Bildkünsten um 1600. Diaphanes, Zürich/Berlin  2011.
- mit Jan-Dirk Müller, Fabian Jonietz & Anna Kathrin Bleuler: Aemulatio. Kulturen des Wettstreits in Text und Bild (1450–1620) (Pluralisierung und Autorität, Bd. 27). De Gruyter, Berlin/New York 2011.
- Metzler Lexikon Kunstwissenschaft. Ideen, Methoden, Begriffe (2. erw. Aufl.). J.B. Metzler, Stuttgart 2011.
- Paul Fürst: Theoria Artis Pictoriae, das ist: Reiß-Buch, bestehend in kunstrichtiger, leichter und der naturgemässer Anweisung zu der Mahlerey ... (Nürnberg 1656). Universitätsbibliothek der Universität Heidelberg, Heidelberg  2009 (Fontes; 36).
- Giulio Strozzi, La Venetia edificata ... poema eroico (Venedig 1624): das 11. Kapitel zur Personifikation der 'Kunst' und zur "Galleria del Cielo". Universitätsbibliothek der Universität Heidelberg, Heidelberg 2008 (Fontes; 10).
- Klassiker der Kunstgeschichte Band 2: Von Panofsky bis Greenberg. Beck, München 2008.
- Klassiker der Kunstgeschichte Band 1: Von Winckelmann bis Warburg. Beck, München 2007.
- Giovanni Luigi Valesio, Parere dell'instabile academico incaminato intorno ad una postilla del Conte Andrea dell'Arca contra una particella, che tratta della pittura ... in difesa d'un sonetto del Cavalier Marino (Bologna 1614). Universitätsbibliothek der Universität Heidelberg, Heidelberg 2007 (Fontes; 3).
- Animationen/Transgressionen: Das Kunstwerk als Lebewesen (Hamburger Forschungen zur Kunstgeschichte; 4). Akademie, Berlin 2005.
- mit Valeska von Rosen: Der Künstler als Kunstwerk. Selbstporträts vom Mittelalter bis zur Gegenwart. Reclam, Stuttgart 2005.
- Metzler Lexikon Kunstwissenschaft. Ideen, Methoden, Begriffe. J.B. Metzler, Stuttgart 2003.
- mit Max Seidel: Visuelle Topoi. Erfindung und tradiertes Wissen in den Künsten der italienischen Renaissance (Italienische Forschungen des Kunsthistorischen Institutes in Florenz, 4. F., Bd. 3). Deutscher Kunstverlag, München/Berlin 2003.